# Apella
L'apella (in greco antico: ἀπέλλα?, apélla) era l'assemblea popolare di Sparta.

## Storia
L'apella era composta da tutti i cittadini di Sparta (spartiati) che avessero superato i trent'anni di età. L'apella si riuniva una volta al mese in una località all'aria aperta nella valle dell'Eurota. Si presume che anticamente, o per lo meno prima dell'VIII secolo a.C., l'apella avesse poteri effettivi di iniziativa legislativa. Tali poteri diminuirono progressivamente a favore dei due re, dell'eforato e della gherusia, per cui attorno al V secolo a.C. la sua competenza era ridotta a ratificare per acclamazione le leggi e le deliberazioni prese dalle altre magistrature competenti. Nell'apella non avveniva nessuna discussione: si potevano solo approvare o respingere le proposte della gherusia, dei due re o degli efori; tuttavia, secondo quanto prescritto nella grande Rhetra, la gherusia aveva diritto di veto sulle deliberazioni dell'apella se riteneva che queste distorcessero le proposte iniziali.
All'apella competeva principalmente l'approvazione delle alleanze, la ratifica della dichiarazione di guerra e l'elezione dei funzionari civili, cioè la nomina di cinque efori ogni anno, quella dei membri della gherusia, eletti a vita, e talora la nomina degli armosti.